# Sapajus nigritus cucullatus
El mono caí oscuro (Sapajus nigritus cucullatus), es una subespecie del Sapajus nigritus, un primate platirrino del género Sapajus. Esta subespecie es endémica de las selvas orientales de América del Sur.

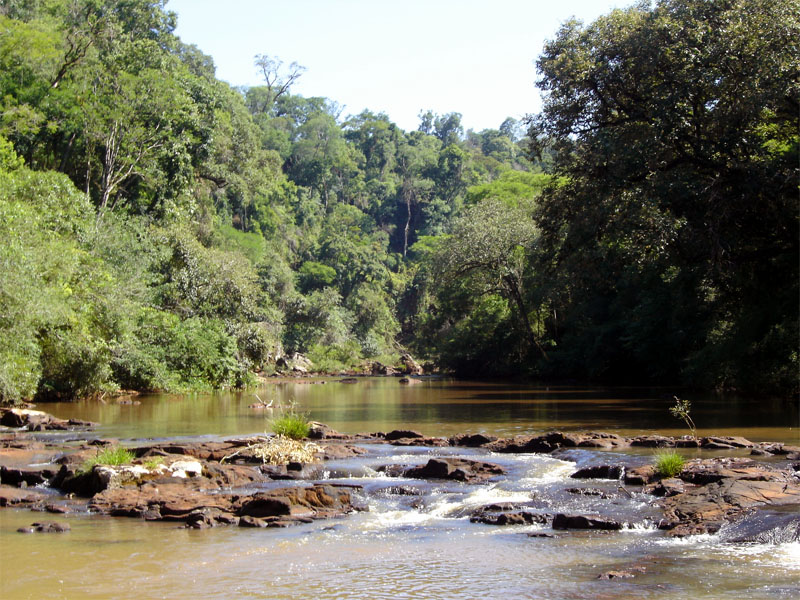
La provincia fitogeográfica paranaense, el hábitat de esta especie.

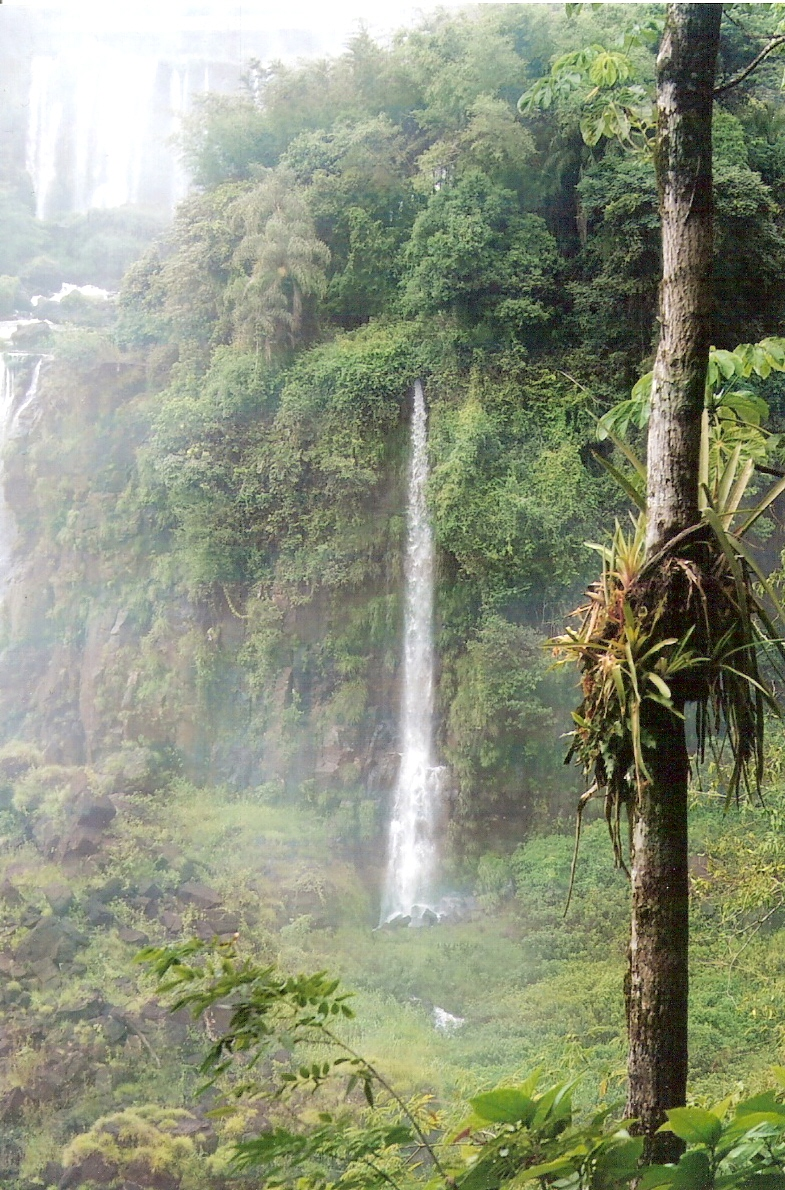
La provincia fitogeográfica paranaense, el hábitat de esta especie.

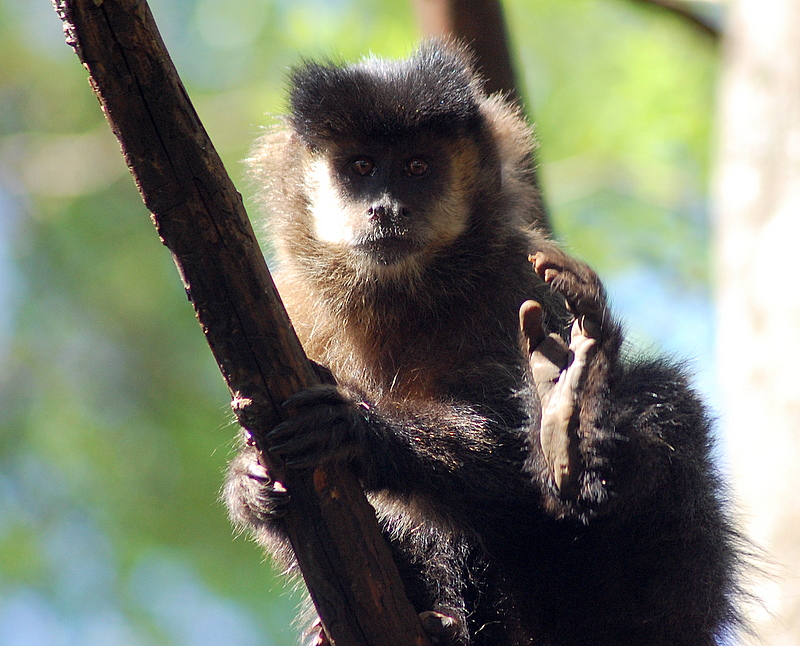
Un ejemplar en la Reserva ambiental Horto Florestal en la ciudad de Pirajú, São Paulo, Brasil.

## Taxonomía
Este taxón era considerado un integrante del género Cebus, pero en 2011, sobre la base de estudios de ADN, se pudo comprobar que ese género estaba separado en dos grupos distanciados genéticamente desde finales del Mioceno, hace 6,2 millones de años atrás, es decir, en la misma época en que los humanos se separaban del tronco de los chimpancés. Como resultado, a 8 especies se las ubicó en el género Sapajus y las restantes quedaron en el género Cebus. 

## Localidad tipo
La localidad tipo es «provincia de São Paulo, Brasil».

## Sinonimia
- Cebus variegatus
- Cebus cirrifer
- Cebus nigritus cucullatus
- Cebus apella cucullatus
- Cebus apella vellerosus
- Cebus vellerosus
- Cebus caliginosus

## Características
Son monos pequeños, de unos 45 cm de largo, con una cola prensil que enrollan alrededor de las ramas para ayudarse en el movimiento alrededor de los árboles. Suelen presentar sobre sus cabezas mechones o crestas.
Es muy similar a Sapajus nigritus nigritus. Tiene mechones en forma de crestas en la cabeza similares a las de S. n. nigritus, pero es más pequeño, y la característica distintiva principal es la presencia de largos pelos blancos mezclados con el gris-marrón oscuro del pelaje del cuerpo, especialmente en la parte posterior. 

## Costumbres
Viven en manadas, recorriendo un territorio en busca de alimento: frutos, hojas tiernas, y pequeños animales.

## Distribución
Esta subespecie habita en el centro-este del Brasil, y en el nordeste de la Argentina.
En el Brasil se distribuye en el sudeste y el sur. En el estado de São Paulo habita en el valle del río Tieté y en las orillas del río Paraná; Valparaíso, entre los ríos Tieté y Paranapanema; Lins (en el río Tieté medio); Presidente Epitácio (río Paraná, al sur del río Tieté), y Porto Cabral (río Paraná, Pontal do Paranapanema), al este del río Paraná. Es bastante común en el parque estadual Morro do Diabo, en São Paulo, en la orilla norte del río Paranapanema, cerca del río Paraná.
En el estado de Paraná se lo encuentra en la región oeste: Porto Camargo; río Paraná, orilla Este, en la boca del río Ivaí; etc.
En el estado de Santa Catarina se lo encuentra en la región oeste.
Además habita en nordeste de la Argentina, en la provincia de Misiones. Según Félix de Azara, en el siglo XVIII su distribución austral alcanzaba mayores latitudes, puesto que por las galerías selváticas del río Uruguay se extendía por el este de Corrientes, hasta el extremo nordeste de Entre Ríos, y el extremo noroeste del Uruguay, en el departamento de Artigas.
Su distribución hacia el oeste está contenida por el río Paraná, pero hacia el nordeste no existen barreras ecológicas o físicas que puedan definir los límites de distribución entre esta subespecie y S. nigritus nigritus.